# Bathropsis
Bathropsis är ett släkte av tvåvingar. Bathropsis ingår i familjen rovflugor.
Kladogram enligt Catalogue of Life:
| Bathropsis | \| \| Bathropsis basalis \| \| \| \| \| \| Bathropsis peruviana \| \| \| \| |
|            | \| \| Bathropsis basalis \| \| \| \| \| \| Bathropsis peruviana \| \| \| \| |
|            | Bathropsis basalis                                                          |
|            |                                                                             |
|            | Bathropsis peruviana                                                        |
|            |                                                                             |